# Wolfertschwenden
Wolfertschwenden è un comune tedesco di 1 886 abitanti, situato nel land della Baviera.